# Giordano Bruno (film)
Giordano Bruno (titlul original: în italiană Giordano Bruno) este un film dramatic italian, realizat în 1973 de regizorul Giuliano Montaldo, protagoniști fiind actorii Gian Maria Volonté, Charlotte Rampling, Mathieu Carrière și Renato Scarpa.
Filmul povestește ultimii ani din viața filosofului nolanez Giordano Bruno, din 1592 până la execuția sa prin ardere pe rug în anul 1600.

## Rezumat
Acțiunea filmului începe la Veneția cu o procesiune comemorativă a bătăliei de la Lepanto, de la care Giordano Bruno, un fost călugăr dominican, ia un indiciu pentru a condamna folosirea violenței de către religie. Întors la Veneția s-a înțeles cu un nobil, Giovanni Mocenigo, care s-a oferit să-l găzduiască pentru a afla de la el secretele artei memoriei și magiei. 
Acolo profesează liber teze apropiate concepțiilor lui Nicolaus Copernic și o filozofie pitagoreică imprimată cu umanism panteist, în contradicție dovedită cu dogmele catolice în vigoare.
Gazda lui nu a pierdut timpul să-l denunțe autorităților religioase. Cardinalul Santori, care conduce Sfântul Oficiu, cere transferul lui la Roma, unde trebuie predat Sfintei Inchiziții. Acuzat de erezie și apostazie, Bruno a fost ars de viu pe rug la 17 februarie 1600.

## Distribuție
- Gian Maria Volonté – Giordano Bruno
- Charlotte Rampling – Fosca
- Mathieu Carrière – Orsini
- Renato Scarpa – Fra' Tragagliolo
- Hans Christian Blech – Cardinalul Santori
- Giuseppe Maffioli – Arsenalotto
- Mark Burns – Cardinalul Bellarmino
- Massimo Foschi – Fra Celestino da Verona
- Alberto Plebani – Înaltul Prelat
- Franco Balducci – temnicerul
- Paolo Bonacelli – președintele inchiziției civile
- Corrado Gaipa – confesorul lui Giovanni Mocenigo
- José Quaglio – nunțiul apostolic al Veneției
- Mario Bardella – Giovanni Mocenigo
- Franca Sciutto – nobilul roman
- Giancarlo Badessi – notarul apostolic citind sentința
- Ruggero De Daninos –
- Vernon Dobtcheff –
- Luigi Antonio Guerra –
- Enrico Manera –
- Edoardo Torricella –
- Piero Vida – Graziano de Udine